# Coeficiente de correlação de Pearson
Em estatística descritiva, o coeficiente de correlação de Pearson, também chamado de "coeficiente de correlação produto-momento" ou simplesmente de "ρ de Pearson" mede o grau da correlação (e a direcção dessa correlação - se positiva ou negativa) entre duas variáveis de escala métrica (intervalar ou de rácio/razão).
Este coeficiente, normalmente representado por ρ assume apenas valores entre -1 e 1.
- {\displaystyle \rho =1}  Significa uma correlação perfeita positiva entre as duas variáveis.
- {\displaystyle \rho =-1}  Significa uma correlação negativa perfeita entre as duas variáveis - Isto é, se uma aumenta, a outra sempre diminui.
- {\displaystyle \rho =0}  Significa que as duas variáveis não dependem linearmente uma da outra. No entanto, pode existir uma dependência não linear. Assim, o resultado {\displaystyle \rho =0} deve ser investigado por outros meios.

## Cálculo
Calcula-se o coeficiente de correlação de Pearson  segundo a seguinte fórmula:
{\displaystyle \rho ={\frac {\sum _{i=1}^{n}(x_{i}-{\bar {x}})(y_{i}-{\bar {y}})}{{\sqrt {\sum _{i=1}^{n}(x_{i}-{\bar {x}})^{2}}}\cdot {\sqrt {\sum _{i=1}^{n}(y_{i}-{\bar {y}})^{2}}}}}={\frac {\operatorname {cos} (X,Y)}{\sqrt {\operatorname {var} (X)\cdot \operatorname {var} (Y)}}}}
onde {\displaystyle x_{1},x_{2},\dots ,x_{n}} e {\displaystyle y_{1},y_{2},\dots ,y_{n}} são os valores medidos de ambas as variáveis. Para além disso
{\displaystyle {\bar {x}}={\frac {1}{n}}\cdot \sum _{i=1}^{n}x_{i}}
e
{\displaystyle {\bar {y}}={\frac {1}{n}}\cdot \sum _{i=1}^{n}y_{i}}
são as médias aritméticas de ambas as variáveis.
A análise correlacional indica a relação entre 2 variáveis lineares e os valores sempre serão entre +1 e -1. O sinal indica a direção, se a correlação é positiva ou negativa, e o tamanho da variável indica a força da correlação.
Cabe observar que, como o coeficiente é concebido a partir do ajuste linear, então a fórmula não contém informações do ajuste, ou seja, é composta apenas dos dados.

## Interpretandoρ{\displaystyle \rho }[2]
- 0.9 para mais ou para menos indica uma correlação muito forte.
- 0.7 a 0.9 positivo ou negativo indica uma correlação forte.
- 0.5 a 0.7 positivo ou negativo indica uma correlação moderada.
- 0.3 a 0.5 positivo ou negativo indica uma correlação fraca.
- 0 a 0.3 positivo ou negativo indica uma correlação desprezível.

## Interpretação geométrica
As duas séries de valores {\displaystyle X(x_{1},\ldots ,x_{n})} e {\displaystyle Y(y_{1},\ldots ,y_{n})} 
podem ser consideradas como vetores em um espaço de n dimensões. 
{\displaystyle X(x_{1}-{\bar {x}},\ldots ,x_{n}-{\bar {x}})} e {\displaystyle Y(y_{1}-{\bar {y}},\ldots ,y_{n}-{\bar {y}})}.
O cosseno do ângulo α entre estes vetores é dado pela fórmula (produto escalar normado):
{\displaystyle \cos(\alpha )={\dfrac {\displaystyle \sum _{i=1}^{N}(x_{i}-{\bar {x}})\cdot (y_{i}-{\bar {y}})}{{\sqrt {\displaystyle \sum _{i=1}^{N}(x_{i}-{\bar {x}})^{2}}}\cdot {\sqrt {\displaystyle \sum _{i=1}^{N}(y_{i}-{\bar {y}})^{2}}}}}}
Portanto {\displaystyle \cos(\alpha )=\rho }
O coeficiente de correlação não é outro senão o cosseno do ângulo α entre os dois vetores!
Se {\displaystyle \rho } = 1, o ângulo α = 0,  os dois vetores são colineares (paralelos).
Se {\displaystyle \rho } = 0, o ângulo α = 90°,  os dois vetores são ortogonais.
Se {\displaystyle \rho } = -1, o ângulo α = 180°, os dois vetores são colineares com sentidos opostos.
Mais geralmente : {\displaystyle \alpha =\arccos(\rho )}, ({\displaystyle \arccos } é a inversa da função cosseno).